# Imersão (matemática)

A garrafa de Klein, imersa no espaço tridimensional

Em matemática, uma imersão é uma função diferenciável entre variedades diferenciáveis cuja derivada é injetiva em todos os pontos.
Explicitamente,{\displaystyle f:M\rightarrow N} é uma imersão se
{\displaystyle D_{p}f:T_{p}M\to T_{f(p)}N\,}
é uma aplicação injetiva em todo ponto  {\displaystyle p} de {\displaystyle M} (onde a notação {\displaystyle T_{p}X} representa o espaço tangente de {\displaystyle X} no ponto {\displaystyle p}). Equivalentemente, {\displaystyle f} é uma imersão se ela possui posto constante igual à dimensão de {\displaystyle M}:
{\displaystyle \operatorname {rank} \,f=\dim M.}
Não é preciso que a função f propriamente dita seja injetiva, somente sua derivada.